# Cornelis de Vos
Cornelis de Vos, född 1584 i Hulst i Spanska Nederländerna, död 9 maj 1651 i Antwerpen, var en flamländsk målare, tecknare och konsthandlare. Han var huvudsak verksam i Antwerpen, samarbetade ofta med Peter Paul Rubens och var framför allt känd som porträttmålare.

## Biografi
Cornelis de Vos föddes i Hulst i dagens Nederländerna men hans familj flyttade 1596 till Antwerpen och det var där som han i huvudsak var verksam som konstnär. Han blev upptagen i Lukasgillet 1608 och blev dess ålderman 1619. Staden var ett att Europas främsta konstnärscentrum, mycket tack vare Peter Paul Rubens som Vos influerades av och samarbetade nära med, till exempel i Ryttarporträtt av Sigismund, kung av Polen och Sverige (cirka 1624). Han var från 1617 gift med Susanna Cock, en halvsyster till Jan Wildens. Vos syster Margaretha gifte sig 1611 med Frans Snyders. Även Wildens och Snyders var verksamma i Rubens ateljé. Hans bror Paul de Vos (cirka 1596-1678) hade också stor framgång som målare.
Vos var framför allt känd som porträttmålare och utförde bland annat en serie porträtt av barn. I högre grad skildrade han borgerlighet och vardag än Rubens som ofta målade adel och kungligheter. Från 1627 fick han emellertid kungliga beställningar då han porträtterade Filip IV av Spanien, ärkehertig Albrekt VII av Österrike och hans gemål Isabella Clara Eugenia av Spanien, Henrik III av Frankrike samt Henrik IV av Frankrike och hans hustru Maria av Medici. Han målade även religiösa och historiska motiv, bland annat bistod han Rubens i utsmyckningen av Sint-Pauluskerk(en) i Antwerpen där han utförde två altarmålningar. Han målade även genremålningar, till exempel Spelparti som idag ingår i Nationalmuseums samlingar.  
Förutom Nationalmuseum är han i Norden representerad på Nordiska museet, Östergötlands museum och Nivaagaards Malerisamling. 

## Urval verk av Cornelis de Vos

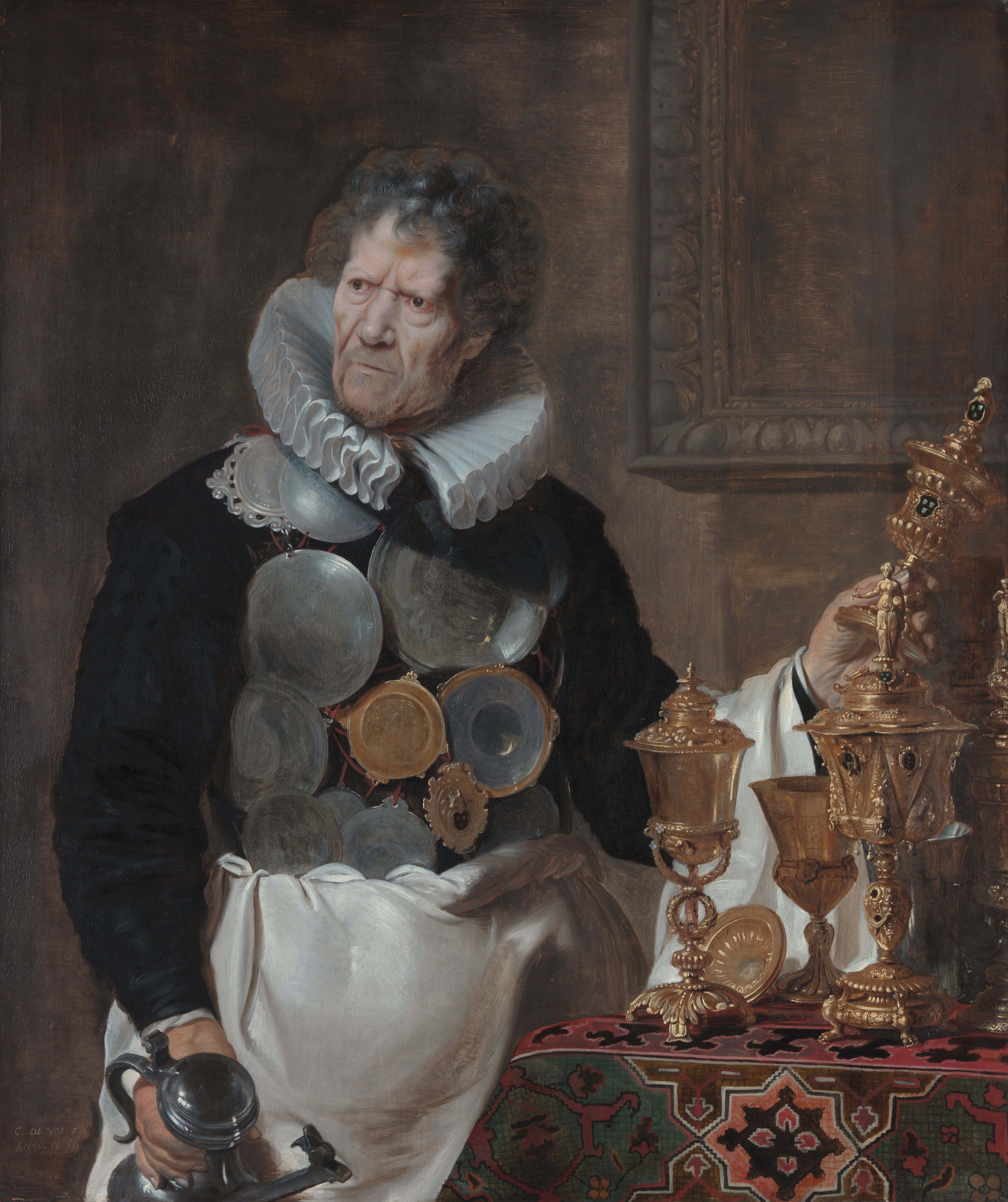
Abraham Grapheus (1620), Kungliga museet för sköna konster Antwerpen.
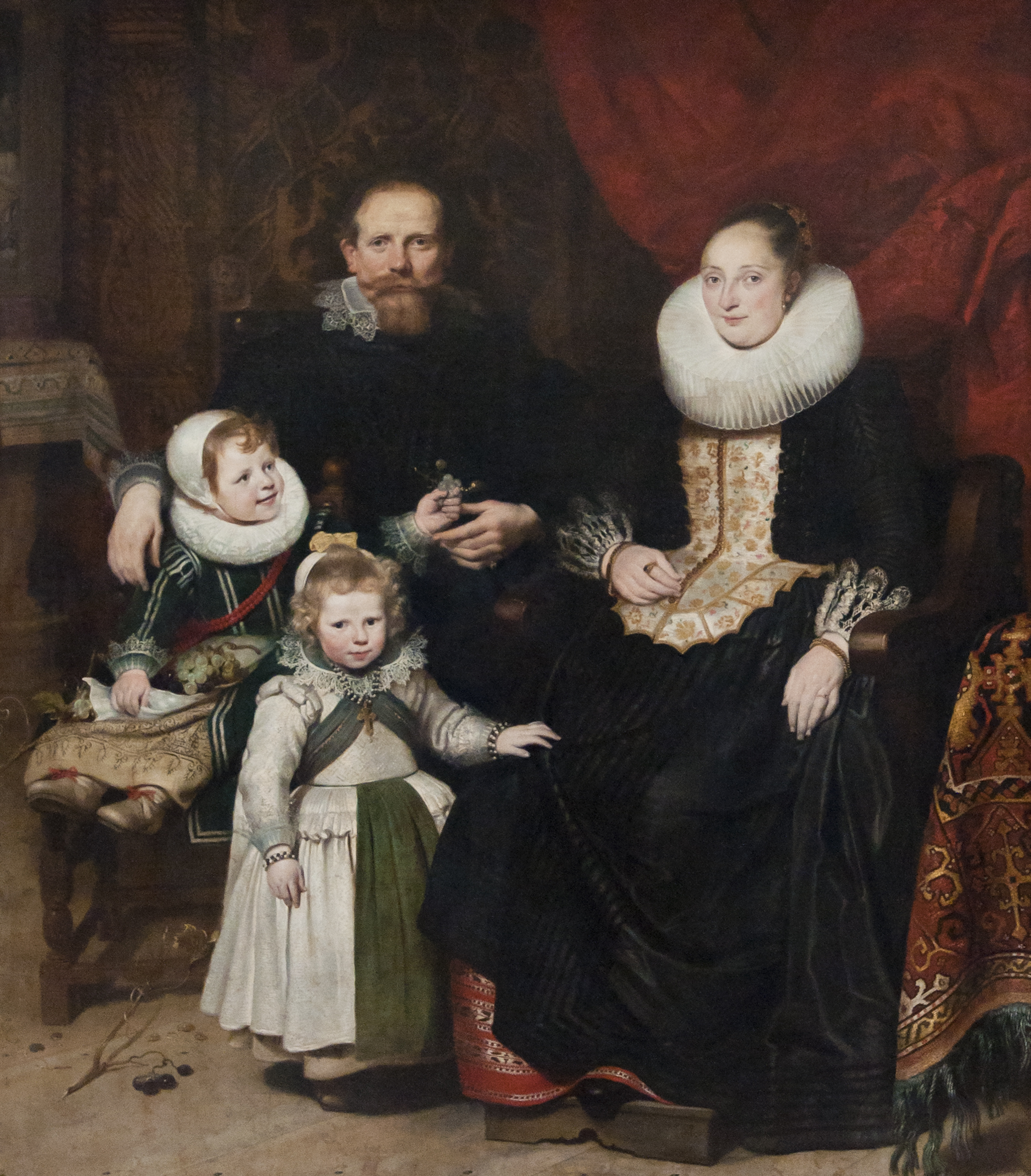
Självporträtt av konstnären omgiven av sin familj (1621), Kungliga museet för sköna konster i Belgien.
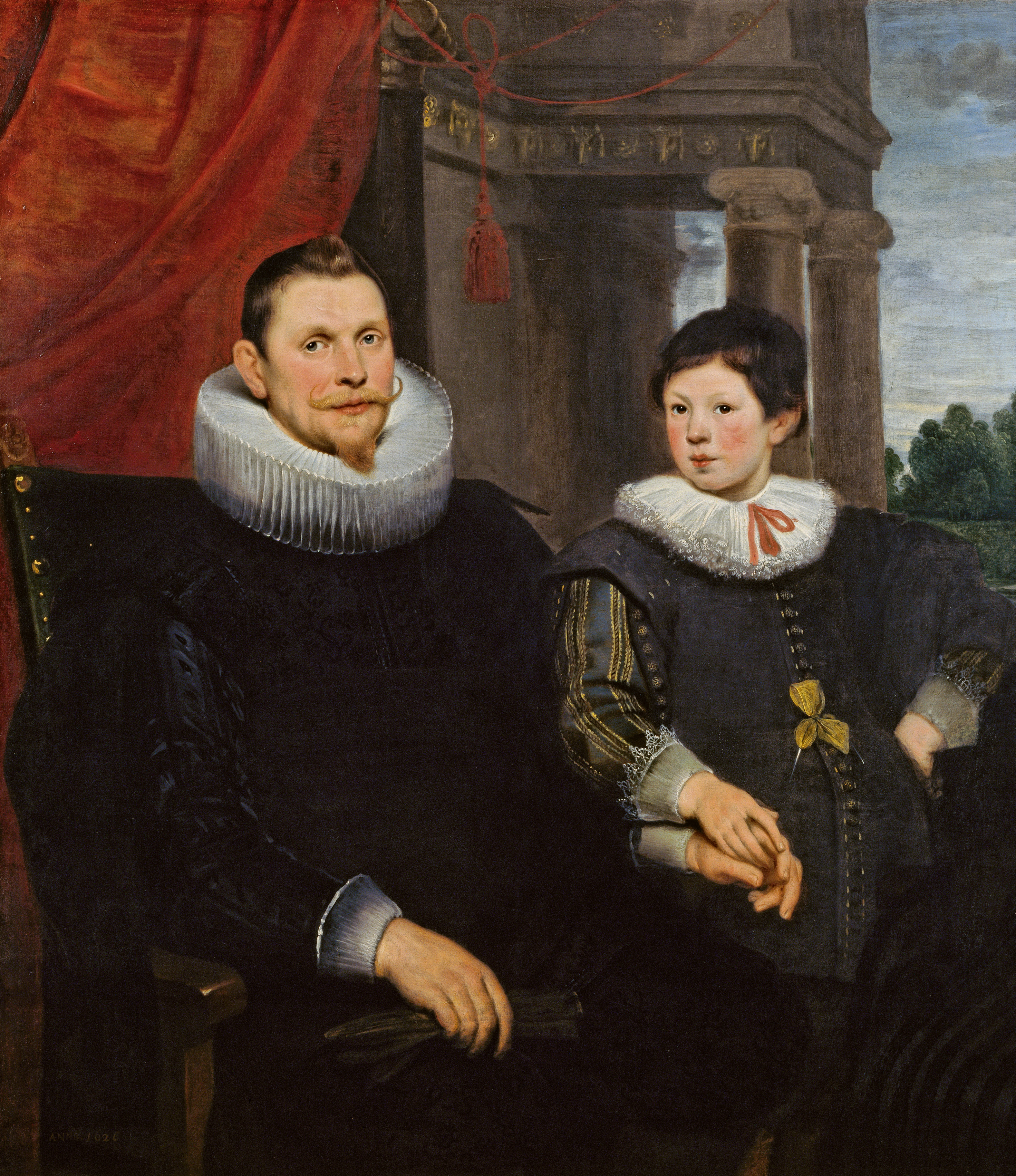
Dubbelporträtt av en far med sin son (1626), Nivaagaards Malerisamling.
Porträtt av en medelålders dam (cirka 1630), Nationalmuseum.
Spelparti (utan årtal), Nationalmuseum.